# Elżbieta Kruk
Pour les articles homonymes, voir Kruk.
Elżbieta Małgorzata Kruk, née le 19 novembre 1959 à Lublin en Pologne, est une femme politique polonaise, membre de Droit et justice. Elle est élue députée européenne en 2019 après avoir été députée à la Diète depuis 2001.

## Biographie
Elżbieta Kruk fait des études d'histoire à la Faculté des lettres et sciences humaines de l'Université catholique de Lublin, où elle s'engage dans l'Association indépendante des étudiants (pl) (NZS) proche de Solidarność. Elle commence sa carrière professionnelle comme professeure d'histoire, puis guide au musée d'histoire de la ville de Lublin (pl) ou éducatrice dans une maison de correction pour jeunes filles. En 1989, elle est recrutée par le bureau régional de Solidarność pour la Mazovie. Lech Wałęsa élu président la nomme au Bureau de la sécurité nationale (pl) que dirige Lech Kaczyński dont elle devient la collaboratrice. Elle le suit à la Cour suprême de contrôle (pl) (NIK) quand il en est le président de 1992 à 1995. Après une reprise d'études d'administration publique à l'Université de Varsovie et à l'Université du Wisconsin à La Crosse, elle dirige son cabinet au ministère de la Justice à partir de 2000 avant d'être élue en 2001 députée à la Diète. Elle prend part cette année-là à la fondation du parti Droit et justice (PiS) et est réélue à toutes les élections suivantes en 2005, 2007, 2011 et 2015.
De 2006 à 2007, elle quitte provisoirement le parlement pour présider le Conseil national de la radio et de la télévision (pl) (KRRIT). De 2016 à 2019, elle siège en tant que députée au Conseil des médias nationaux (pl) (KRN)
En 2019, elle est élue députée européenne et appartient au groupe des Conservateurs et réformistes européens et à la Commission du développement régional.